# Hans Kalt (Politiker)
Hans Kalt (* 17. Dezember 1922 in Baden; † 1. März 2009 in Wien) war ein österreichischer Politiker, Ökonom und Journalist.

## Jugend
Hans Kalt wuchs in einer Arbeiterfamilie auf. Sein jüdischer Vater Julius war in der Sozialdemokratischen Arbeiterpartei (SDAP) aktiv und baute in den 1930er Jahren für die Konsumgenossenschaft ein breites Filialnetz im Süden Niederösterreichs auf. 1934 wurde er vom austrofaschistischen Regime als Direktor abgesetzt und im Anhaltelager Wöllersdorf inhaftiert. Nach selbständiger Tätigkeit konnte er nach England emigrieren. Hans Kalt, der in Österreich blieb, galt nach den nationalsozialistischen Rassengesetzen als „Halbjude“ und durfte daher keine höheren Bildungseinrichtungen besuchen. Er war in Widerstandskreisen aktiv.

## Politische Arbeit
Hans Kalt war nach dem Ende des Zweiten Weltkriegs beteiligt am Wiederaufbau der Kommunistischen Partei Österreichs (KPÖ) in Wiener Neustadt. 1946 übernahm er die Leitung der KPÖ-Tageszeitung Volkswille in Kärnten und wurde dort 1958 Landessekretär. Seine Partei vertrat er im Kärntner Landtag von 1964 bis 1970. Dem Zentralkomitee der KPÖ gehörte Kalt seit 1961 an, von 1969 bis 1982 war er Chefredakteur des Zentralorgans Volksstimme, weswegen er wieder nach Wien umzog.
Nach dem Tod von Walter Wachs übernahm Hans Kalt 1982 die Leitung der Finanzkommission der Partei und gehörte dieser bis 1990 an. Der Auffassung der deutschen Regierung, dass das Vermögen der KPÖ der SED gehörte, widersprach er.
Hans Kalt veröffentlichte Schriften zu ökonomischen und historischen Themen. Er beschäftigte sich mit der Bedeutung neuer Entwicklungen im Kapitalismus seit den 1970er Jahren. Seine Studien veröffentlichte er 1985 unter dem Titel „Das Finanzkapital in Österreich“ und zehn Jahre später mit dem Titel „Der große Raubzug. Die strategische Wende des österreichischen Finanzkapitals“. Auch mit dem Zusammenbruch der Sowjetunion und der anderen Länder setzen er sich nach 1990 in Büchern auseinander.
Kalt lernte seine Frau in Kärnten kennen. Sie hatten zwei Kinder.

## Schriften
- Um die Landeseinheit Kärntens. Kärntner Volksverlag, Klagenfurt 1947, DNB 574213058.
- Wie frei sind die Sowjetmenschen? KPÖ, Wien 1977, DNB 948093072.
- Das Finanzkapital in Österreich. Globus-Verlag, Wien 1985, ISBN 3-85364-158-X.
- Neubeginn mit Marx. Die politische Ökonomie und die Veränderung der Welt. PapyRossa-Verlag, Köln 1993, ISBN 3-89438-058-6.
- Ist die Wirtschaft noch zu steuern? PapyRossa-Verlag, Köln 1993, ISBN 3-89438-062-4.
- Stalins langer Schatten. Das Scheitern des sowjetischen Modells. PapyRossa-Verlag, Köln 1994, ISBN 3-89438-077-2.
  - 2., verbesserte und erweiterte Auflage: In Stalins langem Schatten. Zur Geschichte der Sowjetunion und zum Scheitern des sowjetischen Modells (= Neue kleine Bibliothek. 149). PapyRossa-Verlag, Köln 2010, ISBN 978-3-89438-434-0.
- Das Phänomen Jörg Haider (= Marxistische Blätter. Flugschriften. 03). Neue-Impulse-Verlag, Essen 2000, ISBN 3-910080-24-3.